# Bawdsey
Bawdsey is een civil parish in het Engelse graafschap Suffolk.